# 이을드름 아크불루트

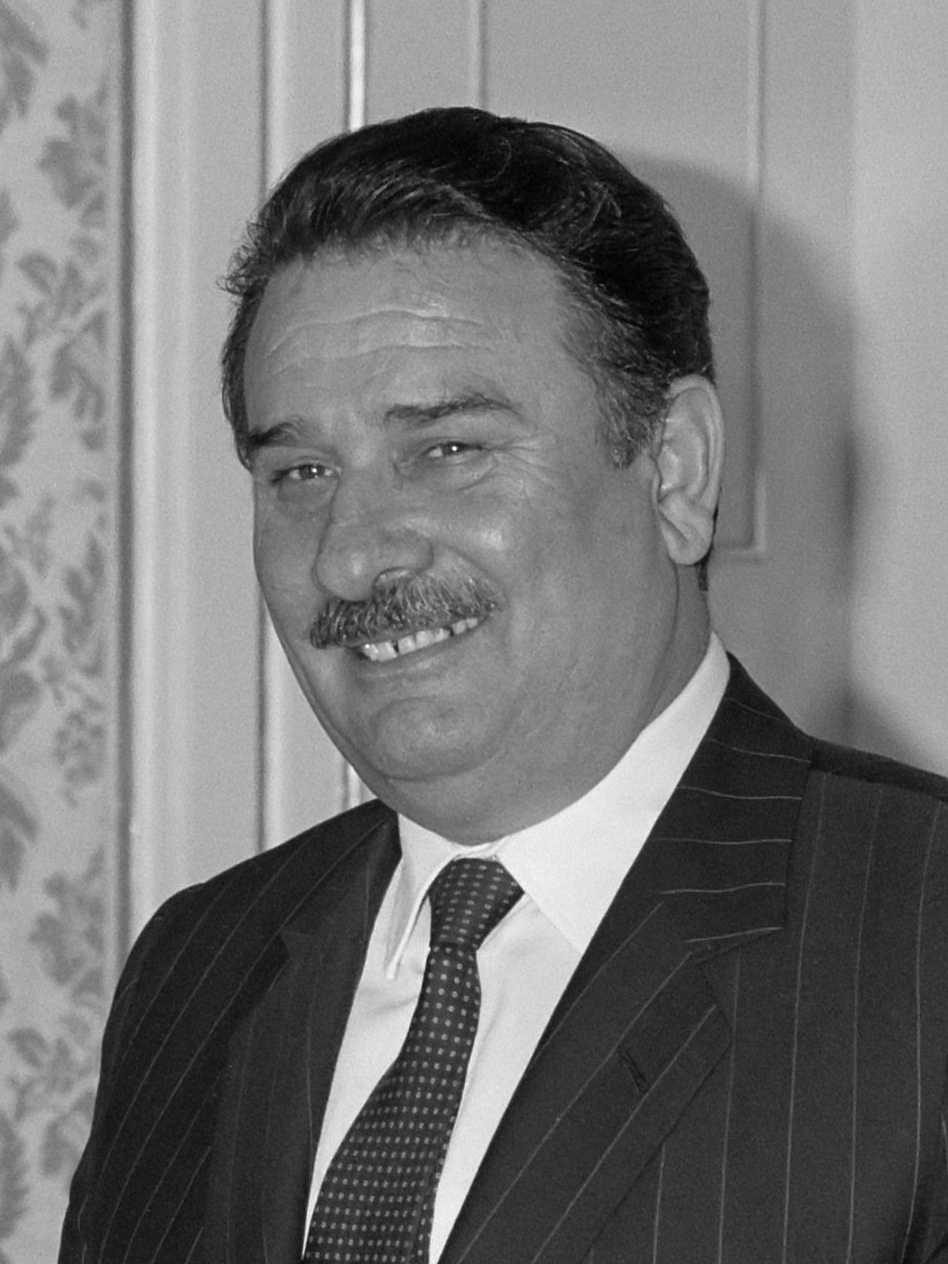

이을드름 아크불루트(Yıldırım Akbulut, 터키어 발음: [jɯɫdɯˈɾɯm akbuˈɫut], 1935년 9월 2일 ~ 2021년 4월 14일)는 튀르키예의 정치인이다. 조국당 (Anavatan Partisi, 아나바탄 파르티시) 당수, 터키 총리, 터키 대국민의회 의장, 투르구트 외잘 행정부의 내무장관을 지냈다.